# Koulikoro (stad)
Koulikoro is een stad (commune urbaine) en gemeente (commune). Het is de hoofdstad van de regio Koulikoro. De stad is gelegen aan de oevers van de Niger, op een afstand van 59 kilometer van Bamako, de hoofdstad van Mali.
De Cercle van Koulikoro is onderverdeeld in negen Communes (Dinandougou, Doumba, Koula, Koulikoro, Méguétan, Nyaina, Sirakorola, Tienfala en Tougouni) en heeft een inwonertal van 210.000.
Koulikoro is erg geïndustrialiseerd en is het eindpunt van de spoorlijn Dakar - Niger. Tussen augustus en november, aan het einde van het regenseizoen, kan de Niger worden gebruikt voor het transporteren van goederen richting Ségou, Mopti, Timboektoe en Gao.

## Geboren
- Fatoumata Diarra (1949), rechter